# Ctenophorus decresii
Espèce
Synonymes
- Grammatophora decresii Duméril & Bibron, 1837
- Amphibolurus modestus Ahl, 1926

Ctenophorus decresii est une espèce de sauriens de la famille des Agamidae.

## Répartition
Cette espèce est endémique d'Australie. Elle se rencontre dans les zones rocheuses dans l'est de l'Australie-Méridionale, y compris sur Kangaroo Island et dans les régions adjacentes en Nouvelle-Galles du Sud.

## Description

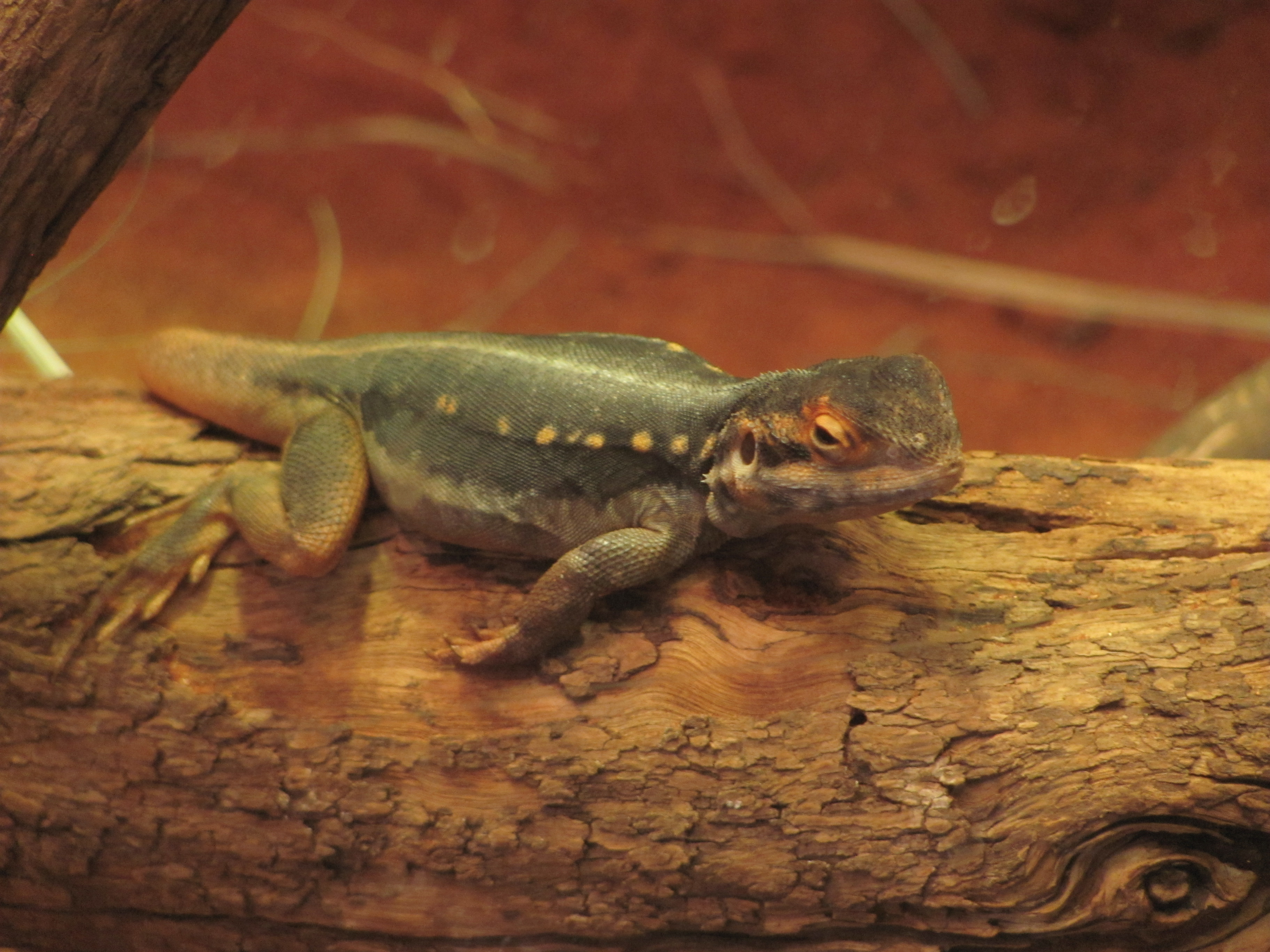
Ctenophorus decresii

Ctenophorus decresii mesure environ 80 mm. Son dos est gris et brun avec des taches plus foncées sur le corps et la tête.

## Étymologie
Cette espèce est nommée en référence au lieu de sa découverte, l'île de Decrès, ancien nom de Kangaroo Island.

## Publication originale
- Duméril & Bibron, 1837 : Erpétologie Générale ou Histoire Naturelle Complète des Reptiles. Librairie. Encyclopédique Roret, Paris, vol. 4, p. 1-570 (texte intégral).